# Sukcinilglutamat-semialdehid dehidrogenaza
Sukcinilglutamat-semialdehid dehidrogenaza (EC 1.2.1.71, sukcinilglutaminska semialdehidna dehidrogenaza, N-sukcinilglutamat 5-semialdehidna dehidrogenaza, SGSD, AruD, AstD) je enzim sa sistematskim imenom N-sukcinil--glutamat 5-semialdehid:NAD+ oksidoreduktaza. Ovaj enzim katalizuje sledeću hemijsku reakciju
-sukcinil--glutamat 5-semialdehid + NAD+ +2O {\displaystyle \rightleftharpoons } -sukcinil--glutamat + NADH + 2 H+
Ovaj enzim je četvrti u putu argininske sukciniltransferaze (AST) katabolizma arginina. Tim metaboličkim putem se konvertuje ugljenični skeleton arginina u glutamat, uz istovremenu produkciju amonijaka i konverziju sukcinil-KoA u sukcinat i KoA. Pet enzima koji učestvuju u ovom putu su: EC 2.3.1.109 (arginin N-sukciniltransferaza), EC 3.5.3.23 (N-sukcinilarginin dihidrolaza), EC 2.6.1.11 (acetilornitin transaminaza), EC 1.2.1.71 (sukcinilglutamat-semialdehid dehidrogenaza) i EC 3.5.1.96 (sukcinilglutamat desukcinilaza).

## Literatura
- Nicholas C. Price; Lewis Stevens (1999). Fundamentals of Enzymology: The Cell and Molecular Biology of Catalytic Proteins (Third изд.). USA: Oxford University Press. ISBN 019850229X.
- Eric J. Toone (2006). Advances in Enzymology and Related Areas of Molecular Biology, Protein Evolution (Volume 75 изд.). Wiley-Interscience. ISBN 0471205036.
- Branden C; Tooze J. Introduction to Protein Structure. New York, NY: Garland Publishing. ISBN 0-8153-2305-0.
- Irwin H. Segel. Enzyme Kinetics: Behavior and Analysis of Rapid Equilibrium and Steady-State Enzyme Systems (Book 44 изд.). Wiley Classics Library. ISBN 0471303097.

## Spoljašnje veze
- Succinylglutamate-semialdehyde+dehydrogenase на 